# 尤侗
尤侗（1618年6月—1704年），字同人、展成，号悔庵，艮斋，晚自號西堂老人，直隸長洲縣（今江蘇省蘇州市）人。明末清初詩人、剧作家。

## 生平

### 早年
明萬曆四十六年四月（1618年6月）生。尤侗天资聪颖，喜读《史记》、《离骚》等。清順治三年（1646年）副榜貢生，顺治帝曾称誉尤侗是“真才子”，惜六入考場皆名落孙山。順治九年（1652年）授永平府（今河北卢龙）推官，因鞭撻魚肉鄉民的旗下家奴，被舉發「擅責投充」，而被黜。

### 博宏
康熙十八年（1679年）舉博學鴻儒，列为二等，官授翰林院檢討，參修《明史》，分撰列傳300餘篇、《藝文志》5卷，“受知两朝，恩礼始终”。

### 晚年
康熙二十二年（1682年），尤侗告老還鄉，書齋名為“西堂”，故又自號“西堂老人”。後在蘇州城滾繡坊建有園林，面積約十畝，定十景名為：南園春曉、草閣涼風、葑溪秋月、寒村積雪、綺陌黃花、水亭菡萏、平疇禾黍、西山夕照、層城煙火、滄浪古道。
康熙三十八年，康熙帝南巡，尤侗年近八旬仍親迎於道，三月十八日恰逢康熙帝廷辰，作《萬壽詞》以祝壽，“上嘉焉，赐御书‘鹤栖堂’匾额”。四十二年康熙再度南巡，晉為侍讲。時人比之為李白。隔年六月老死家中。葬于光福官山姚姊塢，經學家朱彝尊為之寫墓誌銘。

## 家族
父為太學生，終生未仕。
長子尤珍，以進士出身，改庶吉士；次子尤瑞，縣附學生；女三人。

## 著作
尤侗工詩詞，精音律。王士禎评其诗“如万斛泉，随地涌出，时出世间，辩才无碍，要为称其心之所欲言”。沈德潜说他“四十至六十时诗，开阖动荡，轩昂顿挫，实从盛唐诸公中出也”。作品有傳奇《鈞天樂》，雜劇《讀離騷》、《黑白衛》、《吊琵琶》、《桃花源》、《清平調》共六種，收入《西堂曲腋》。另著有《鶴棲堂集》、《西堂全集》61卷和《余集》共135卷。《西堂小草》收其诗作120首。乾隆时，《西堂全集》因“有乖体例，语多悖逆”，一度被查禁。

## 延伸阅读
[在维基数据编辑]
 《清史稿/卷484》，出自趙爾巽《清史稿》
 在维基共享资源阅览影像